# 八橋球技場
秋田市八橋運動公園球技場（Akigin Stadium）是日本秋田縣秋田市八橋運動公園的一個足球場。球場可以容納4,992名觀眾。球場亦是日本職業足球聯賽秋田藍閃電的副場。2015年，球場冠名為「ASP體育場」。

## 画册

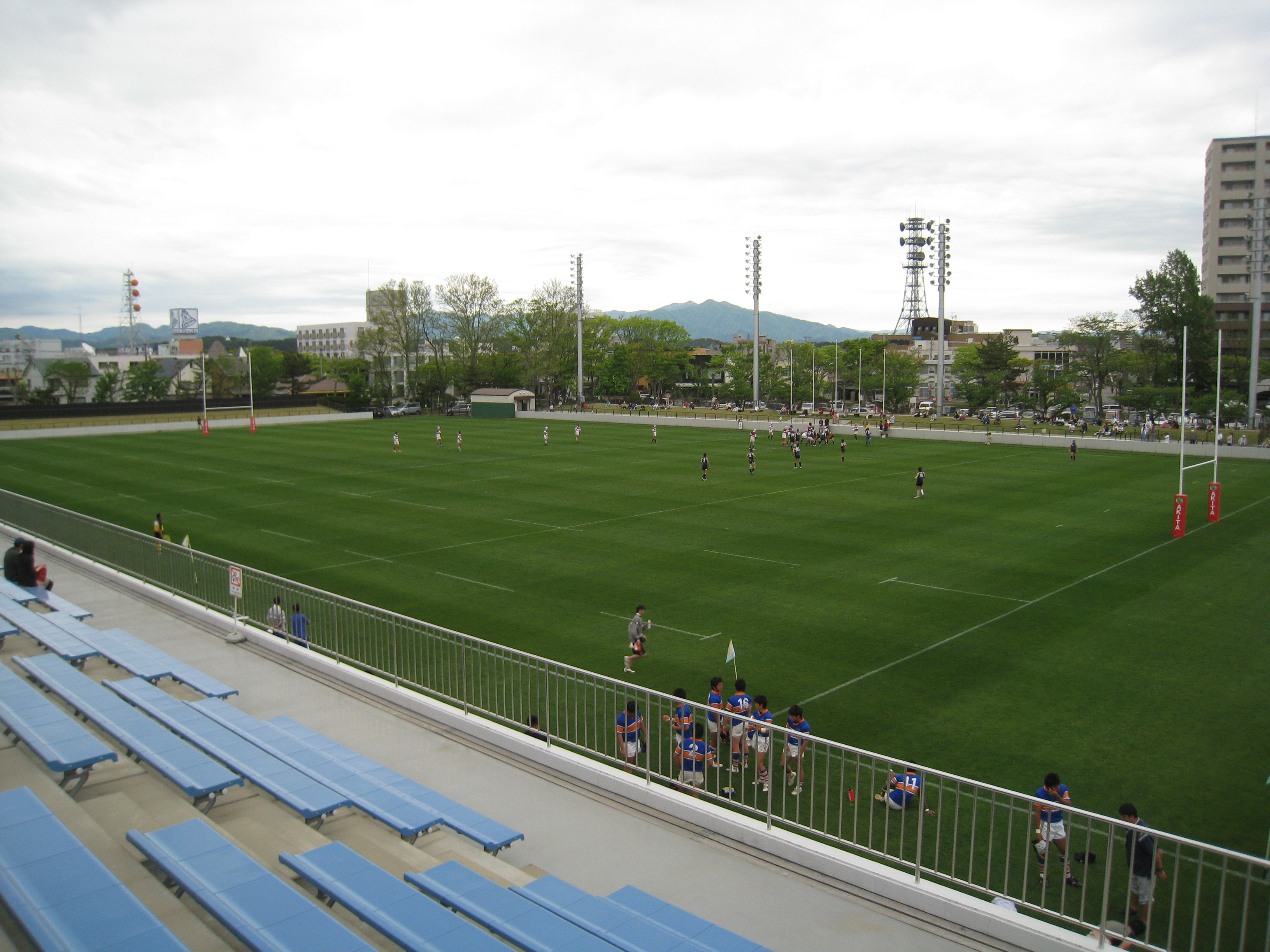
從主要看台的看法
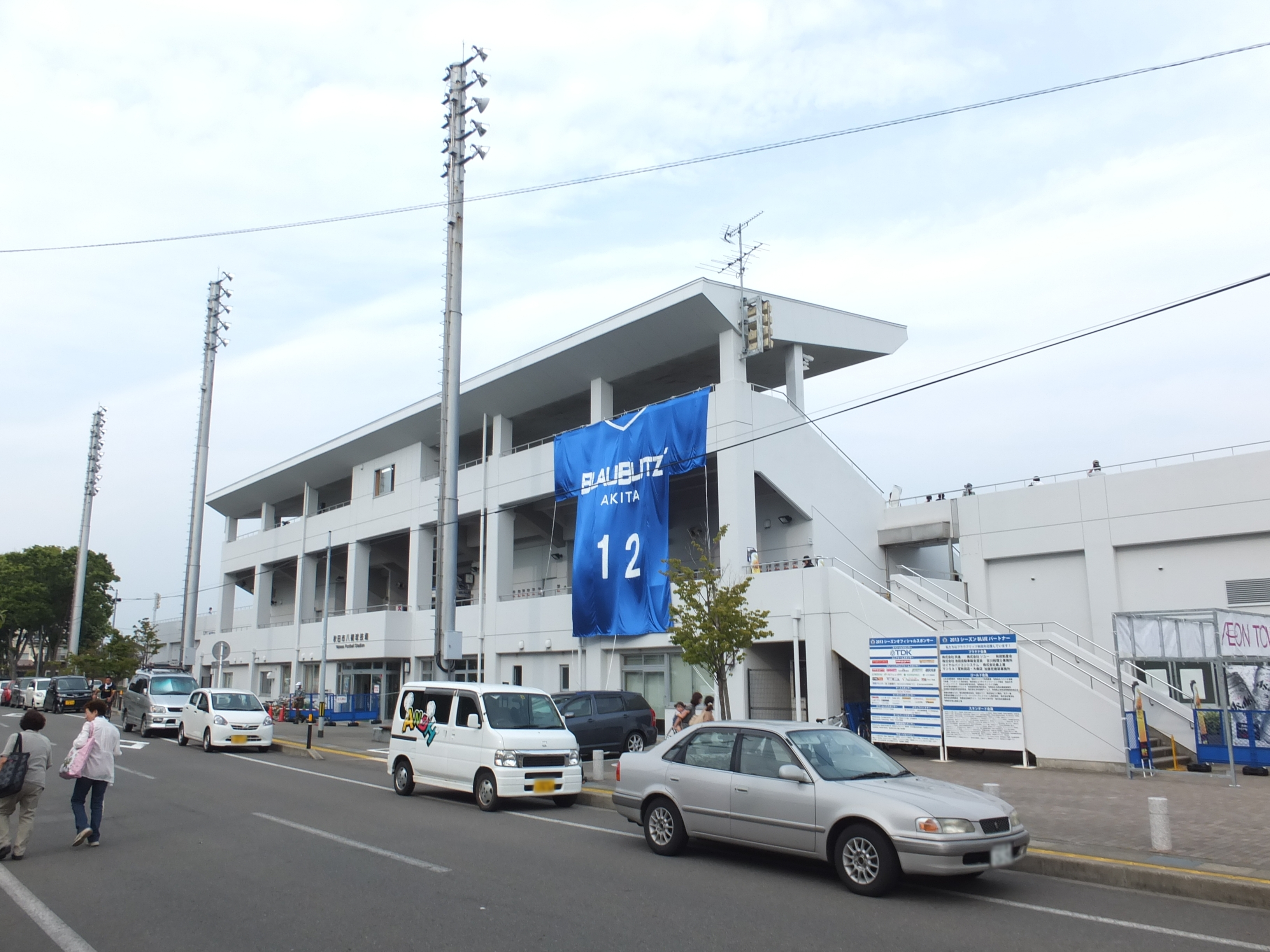
主展位入口
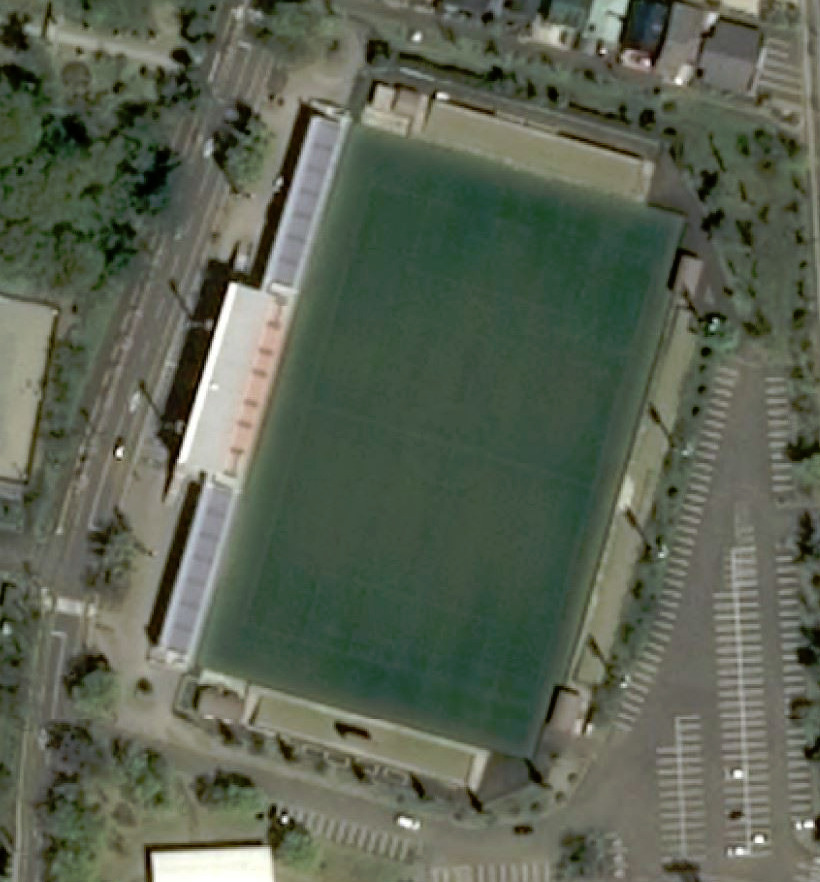
衛星圖
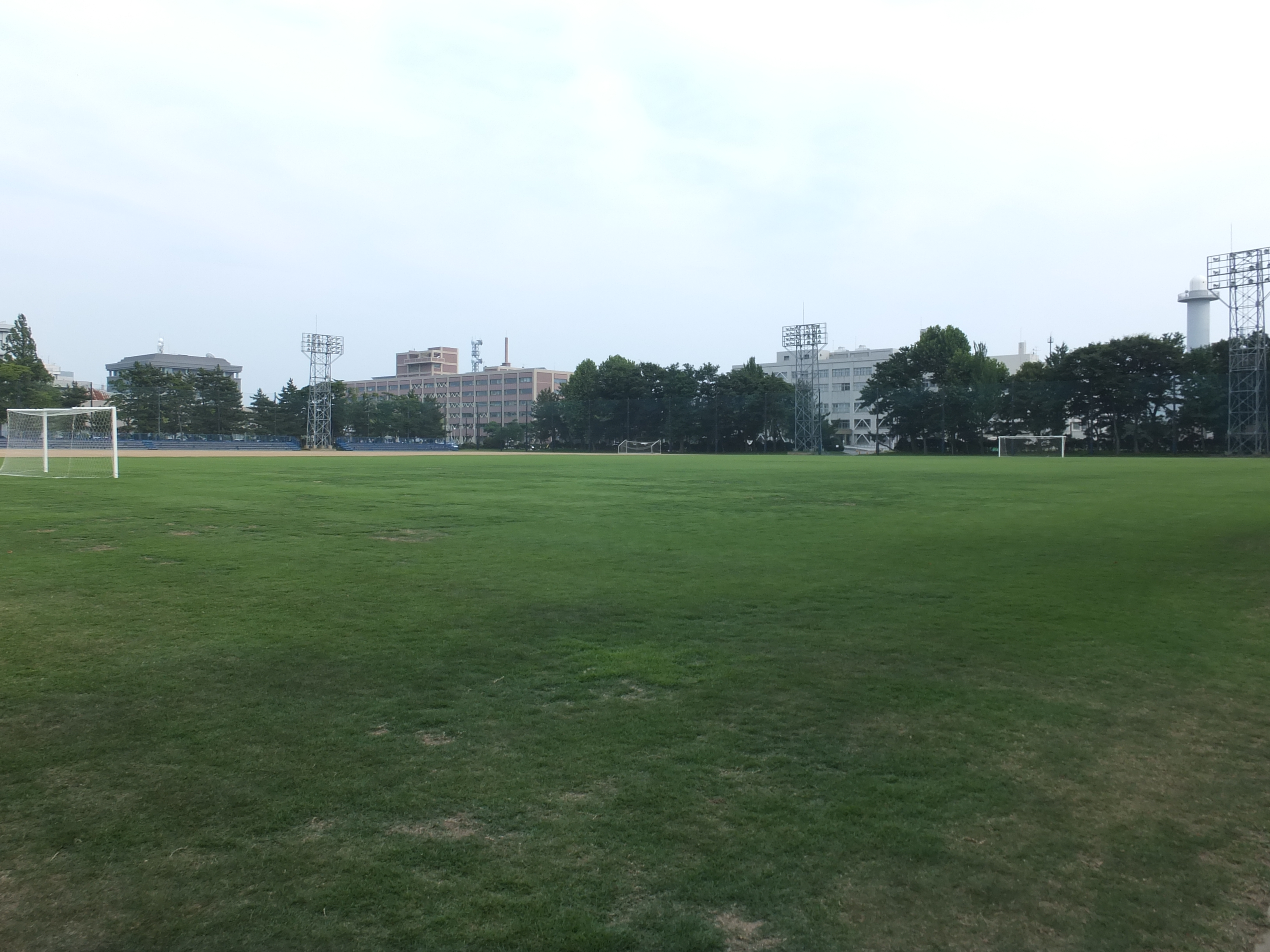
太空項目夢足球場與健康廣場
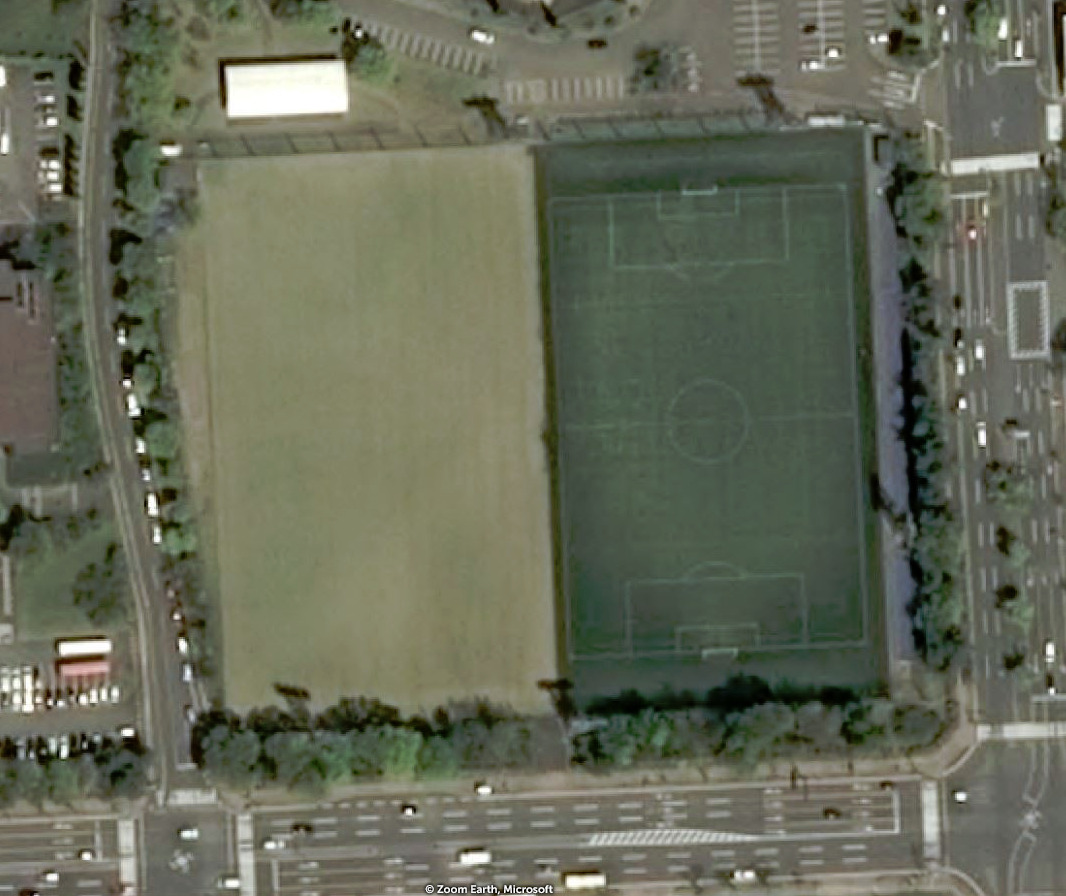
Space Project Dream Field (right) and Health Square
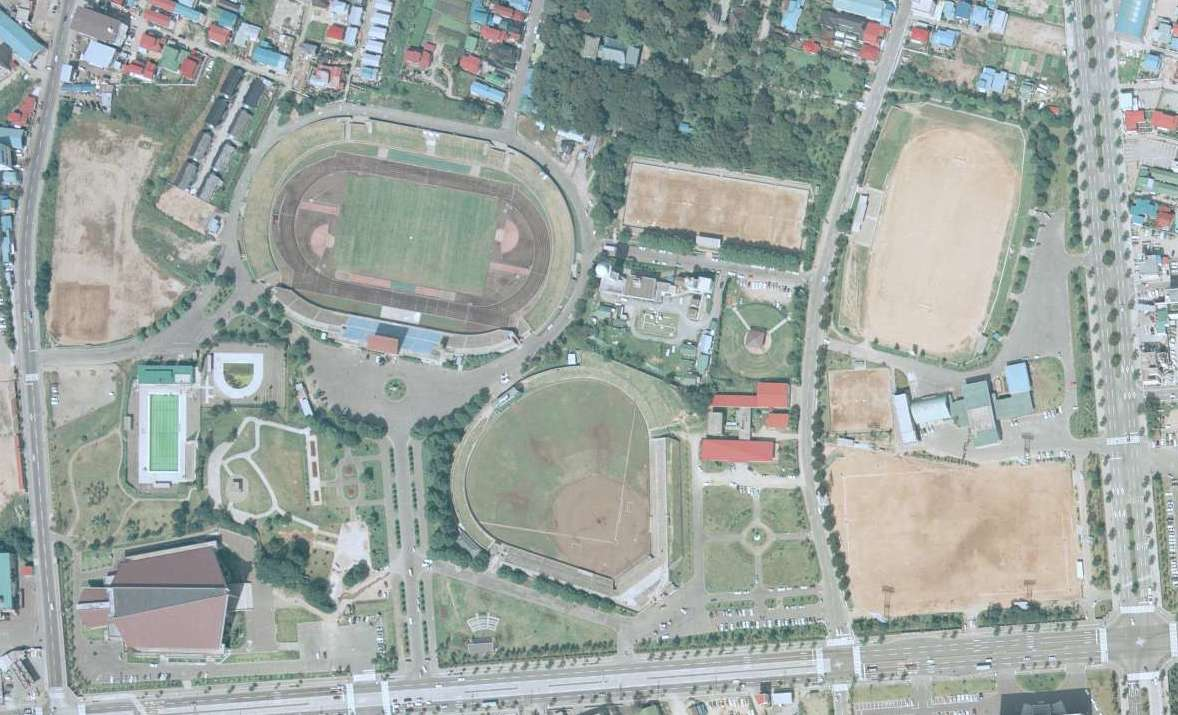
1975年的八橋運動公園（日语：八橋運動公園）